# 대한민국 민사소송법 제4조
대한민국 민사소송법 제4조는 대사·공사 등의 보통재판적에 대한 민사소송법조문이다.

## 조문
제4조(대사·공사 등의 보통재판적) 대사(大使)·공사(公使), 그 밖에 외국의 재판권 행사대상에서 제외되는 대한민국 국민이 제3조의 규정에 따른 보통재판적이 없는 경우에는 이들의 보통재판적은 대법원이 있는 곳으로 한다.

## 참조조문
제3조(사람의 보통재판적) 사람의 보통재판적은 그의 주소에 따라 정한다. 다만, 대한민국에 주소가 없거나 주소를 알 수 없는 경우에는 거소에 따라 정하고, 거소가 일정하지 아니하거나 거소도 알 수 없으면 마지막 주소에 따라 정한다.

## 비교조문
일본 민사소송법 제4조 (보통재판적에 의한 관할) 3. 대사, 공사 그 밖의 기타 외국에 있어 그 나라의 재판권으로부터 면제를 향유하는 일본인이 전항의 규정에 의하여 보통재판적을 가지지 아니하는 경우는 그 자의 보통재판적은 최고재판소 규칙에서 정한 곳에 있는 것으로 한다.

## 같이 보기
- 대한민국 민사소송법 제2조 보통재판적
- 대한민국 민사소송법 제3조 사람의 보통재판적